# Jarafuel
Jarafuel, en castillan et officiellement (Xarafull en valencien), est une commune d'Espagne de la province de Valence dans la Communauté valencienne. Elle est située dans la comarque du Valle de Cofrentes et dans la zone à prédominance linguistique castillane.

## Géographie

Localisation de Jarafuel
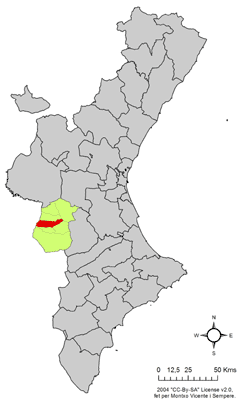
dans la Communauté valencienne.
dans la comarque du Valle de Cofrentes.

### Localités limitrophes
Le territoire communal de Jarafuel est voisin de celui des communes suivantes :
Cortes de Pallás, Teresa de Cofrentes, Ayora, Zarra, situées dans la province de Valence, Carcelén et Villa de Ves, dans la province d'Albacete.

## Démographie
| 1990  | 1992  | 1994  | 1996  | 1998 | 2000 | 2002 | 2004 | 2005 |
| ----- | ----- | ----- | ----- | ---- | ---- | ---- | ---- | ---- |
| 1.141 | 1.030 | 1.046 | 1.006 | 950  | 917  | 873  | 861  | 871  |

## Administration
Liste des maires, depuis les premières élections démocratiques.
| Législature | Nom du Maire             | Parti politique |
| ----------- | ------------------------ | --------------- |
| 1979-1983   | Graciano Gozalvez García | PSPV-PSOE       |
| 1983-1987   |                          |                 |
| 1987-1991   |                          | PSPV-PSOE       |
| 1991-1995   |                          |                 |
| 1995-1999   |                          |                 |
| 1999-2003   | Fernando García Martínez | PP              |
| 2003-2007   |                          |                 |
| 2007-2011   |                          |                 |